# غوردون بيرتي
غوردون بيرتي هو مصارع هاوي كندي، ولد في 20 أغسطس 1948 في Saint-Gabriel-de-Brandon ‏ في كندا.

## وصلات خارجية
- غوردون بيرتي على موقع قاعدة بيانات المصارعة الدولية (الإنجليزية)
- غوردون بيرتي على موقع أوليمبيديا (الإنجليزية)
- غوردون بيرتي على موقع اللجنة الأولمبية الكندية (الإنجليزية)
- غوردون بيرتي على موقع اتحاد ألعاب الكومنولث (مؤرشف) (الإنجليزية)